# Лидербах ам Таунус
Лидербах ам Таунус (њем. Liederbach am Taunus) општина је у њемачкој савезној држави Хесен. Једно је од 12 општинских средишта округа Мајн-Таунус. Према процјени из 2010. у општини је живјело 8.611 становника. Посједује регионалну шифру (AGS) 6436010.

## Географски и демографски подаци
Лидербах ам Таунус се налази у савезној држави Хесен у округу Мајн-Таунус. Општина се налази на надморској висини од 120–185 метара. Површина општине износи 6,2 km². У самом мјесту је, према процјени из 2010. године, живјело 8.611 становника. Просјечна густина становништва износи 1.389 становника/km².

## Међународна сарадња
| Мјесто | Држава               | Врста сарадње | Од    |
| ------ | -------------------- | ------------- | ----- |
|        | Пољска               | партнерство   | 2007. |
| Салдус | Летонија             | партнерство   | 2003. |
| Вервуд | Уједињено Краљевство | партнерство   | 1993. |
|        | Француска            | партнерство   | 1986. |
| Извор  |                      |               |       |